# Skrzypce Stroha

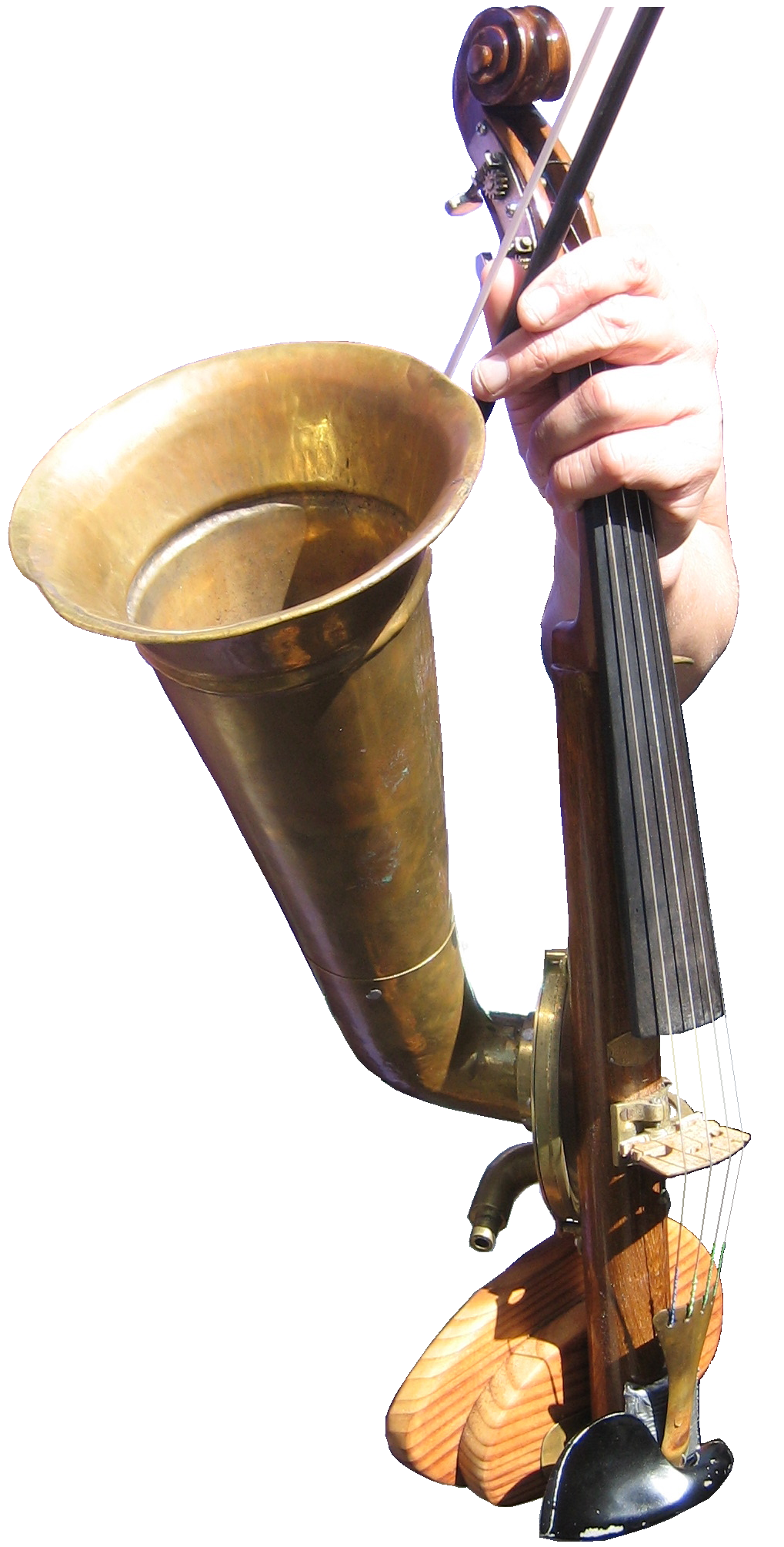
Skrzypce Stroha

Skrzypce Stroha, znane także jako skrzypotrąba – rodzaj skrzypiec wzmacniający swój dźwięk przez rezonator i czary wykonane z metalu, a nie przez drewniane pudło rezonansowe, jak w przypadku standardowych skrzypiec. Instrument swoją nazwę zawdzięcza niemieckiemu konstruktorowi o nazwisku Johannes Matthias Augustus Stroh, któremu patent na konstrukcję skrzypiec przyznano w roku 1899.
Skrzypce Stroha są znacznie głośniejsze niż ich odpowiednik z drewnianym pudłem rezonansowym. Ta cecha pozwoliła im na osiągnięcie znaczącej pozycji w początkach przemysłu nagraniowego. Ze względu na to, że nagrania mechaniczno-akustyczne drewnianych skrzypiec cechowały się nie najlepszą jakością, skrzypce Stroha stały się standardowym instrumentem w studiach nagraniowych. Zwiększenie głośności instrumentu skutkuje zmianą jego brzmienia, dźwięk wzmacniany przez rezonatory metalowe jest ostrzejszy i bardziej „szorstki”. Ma też charakterystykę kierunkową co powoduje, że do ucha grającego dźwięk wraca z pewnym opóźnieniem, odbity od otoczenia. W przypadku tradycyjnych skrzypiec dźwięk słyszany jest natychmiast.
Po wprowadzeniu przez studia nagraniowe w drugiej połowie lat 20. XX wieku mikrofonów elektrycznych, skrzypce Stroha zaczęły tracić swoją popularność.
Kilku współczesnych muzyków, w tym Tom Waits oraz múm nadal używają skrzypiec Stroha, ze względu na ich charakterystyczny dźwięk. W Polsce popularyzatorem gry na skrzypotrąbie jest Wojciech Czemplik